# Grosser Kurfürst (Schiff, 1966)
Die Grosser Kurfürst ist ein Fahrgastschiff, das zunächst in Berlin, dann auf der Elbe ab Tangermünde zum Einsatz kam. Es wurde 1966 von den Deutschen Industriewerken im Berliner Bezirk Spandau an die Stern und Kreisschiffahrt abgeliefert. Diese suchte den Namen unter insgesamt 1765 Vorschlägen aus, von denen John F. Kennedy am häufigsten vorgeschlagen worden war. Der gewählte Name kam erst an siebter Stelle. Das Schiff lief knapp dreißig Jahre unter der Flagge des Erstbesitzers. 1996 wurde es von der Reederei Kaiser in Tangermünde erworben.

## Das Schiff
Die Grosser Kurfürst ist 51,20 Meter lang, 5,20 Meter breit und geht 1,40 Meter tief. Angetrieben wird sie von zwei Dieselmotoren der MAN mit jeweils 250 PS, die auf Schottel-Ruderpropeller wirken. Laut Reederei Kaiser ist sie für 500 Fahrgäste zugelassen, von denen etwa 320 einen Platz unter Deck finden. Bei ihrer Ablieferung gehörte sie zu den frühen Dreideckern in Berlin, mit einem Salon im Unterdeck, einem darüber liegenden Hauptsalon und einem auf diesem angeordneten Sonnendeck in der achteren Schiffshälfte.